# Gemeinde Dornava

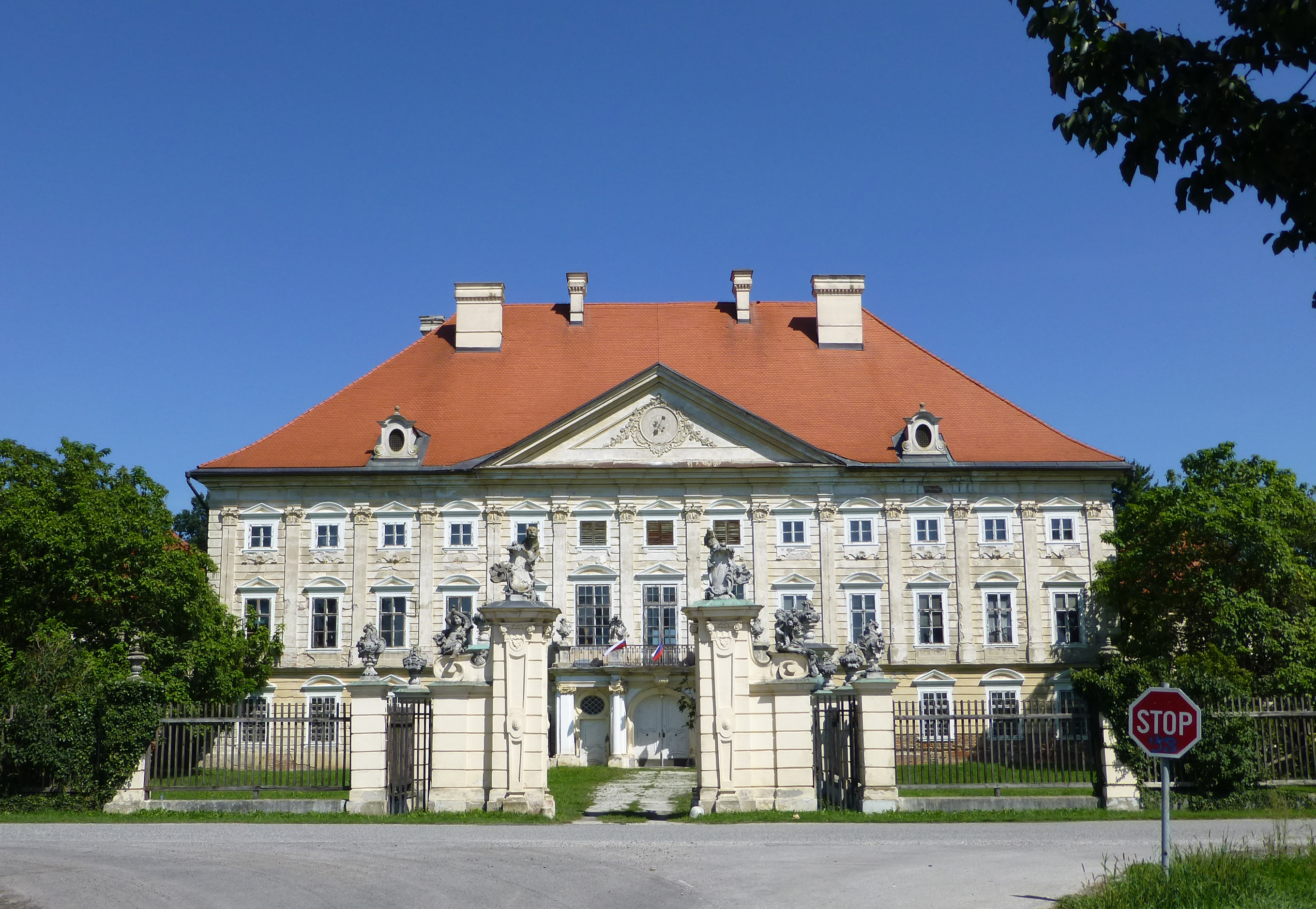
Schloss Dornau im Jahr 2015.

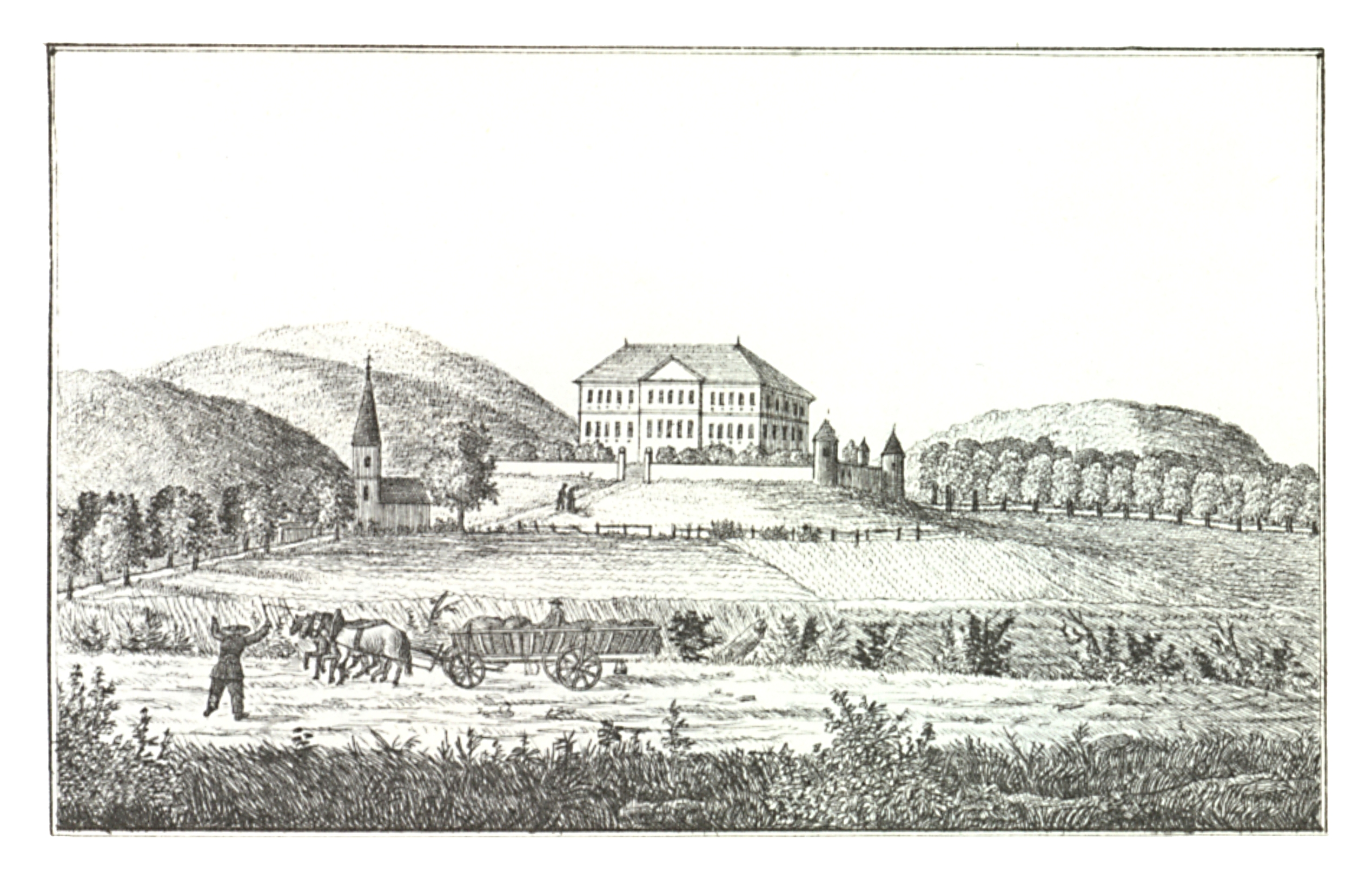
Schloss Dornau um 1830, Lith. Anstalt J.F. Kaiser, Graz.

Dornava (deutsch: Dornau) ist der Name einer  Gemeinde und ihres namengebenden Hauptortes mit einem bekannten Barockschloss im Nordosten Sloweniens. Sie liegt in der historischen Landschaft Spodnja Štajerska (Untersteiermark) und in der statistischen Region Podravska.

## Lage
Dornava liegt im Pettauer Feld am rechten Ufer der Pesnica (Pößnitz). Neben dem Hauptort der Gemeinde liegt noch die Ortschaft Mezgovci ob Pesnici auf der flachen rechten Uferseite, alle anderen Ortschaften liegen auf der linken Seite des Flusses in den hügeligen Slovenske gorice (Windische Bühel).
Die nächsten größeren Städte sind Ptuj etwa 6 km westlich und Maribor etwa 23 km nordwestlich.

## Ortschaften
Die Gemeinde umfasst 12 Ortschaften. Die deutschen Exonyme in den Klammern stammen aus der Mitte des 19. Jahrhunderts und werden heutzutage nicht mehr verwendet. (Einwohnerzahlen Stand 1. Januar 2019):
- Bratislavci (Wratislawetz), 172
- Brezovci (Brezowetz), 87
- Dornava (Dornau), 1.249
- Lasigovci (Lasigowetz), 116
- Mezgovci ob Pesnici (Mesgowetz), 474
- Polenci (Polanzen), 195
- Polenšak (Polenschak), 169
- Prerad (Prerath), 156
- Slomi (Slomdorf), 89
- Strejaci (Strelzen), 58
- Strmec pri Polenšaku (Stermec), 61
- Žamenci (Sallmannsdorf), 66

## Nachbargemeinden
|          | Juršinci                                    | Sveti Tomaž |
| Ptuj     | Kompassrose, die auf Nachbargemeinden zeigt | Ormož       |
| Markovci | Gorišnica                                   |             |

## Verkehr
Der nächstgelegene Anschluss ans slowenische Autobahnnetz ist "Draženci" an der Autobahn A4 in 10 Straßenkilometer.
Dornava liegt an der Bahnlinie von Pragersko nach Središče, auf dem Gemeindegebiet befindet sich jedoch kein Bahnhof. Die nächste Bahnhaltestelle ist im benachbarten Moškanjci ca. 2,5 km vom Dorfzentrum entfernt zu finden, der nächste Intercity-Bahnhof in Ptuj.